# Nat Adderley Jr.
Nat Adderley Jr. (Quincy, Flórida, 23 de maio de 1955) é um compositor, arranjador e pianista norte-americano.
Apesar de jazz ser seu gênero favorito, Adderley Jr. passou grande parte de sua carreira no estilo pop e R&B, principalmente como diretor musical e arranjador para o cantor de R&B Luther Vandross (1951–2005). Seu pai Nat Adderley (1931–2000) foi um compositor e trompetista de jazz, enquanto seu tio Cannonball Adderley (1928–1975) era um saxofonista.